# Ľudová strana naše Slovensko
Ľudová strana naše Slovensko (ĽSNS, dansk: Folkepartiet Vores Slovakiet) er et højreekstremistisk nynazistisk politisk parti i Slovakiet. Partiet hævder at have sin oprindelse i arven fra Andrej Hlinka og Jozef Tiso.
ĽSNS er placeret på den yderste højrefløj i det politiske spektrum, og deres politiske platform udtrykker fremmedfjendsk og antiziganistisk retorik, kristen fundamentalisme, paternalisme og økonomisk interventionisme, rentefrie nationale lån, udskiftning af euro som valuta med slovakiske koruna, styrkelse af lov og orden, afvisning og kriminalisering af partnerskaber mellem personer af samme køn og LGBT-rettigheder og stærk anti-etablissementsstemning, især imod Slovakiets udenrigs- og indenrigspolitik.
Partiet foreslår at reducere antallet af parlamentsmedlemmer fra 150 til 100, begrænse udbredelsen af "degenereret materiale" i medierne, etablere en hjemmeværnsmilits med det mål at slå ned på "sigøjnerkriminalitet", fremme en korporativ blandingsøkonomi, forbyde abort i andet og tredje trimester, indføre et national sundhedssystem, subsidiere familier i overensstemmelse med deres fertilitet og race, og trække det slovakiske militær tilbage fra udenlandske operationer. Desuden går de ind for, at Slovakiet skal forlade EU, Den Europæiske Monetære Union og NATO, og de agiterer for tættere bånd til Den Russiske Føderation og CSTO.

## Partiets navne
- 20. oktober 2000 - 18. maj 2009: Strana priateľov vína (SPV, Partiet for vinens venner)
- 18. maj 2009 - 22. februar 2010: Ľudová strana sociálnej solidarity (ĽSSS, Folkepartiet for Social Solidaritet)
- 22. februar 2010 - 9. november 2015: Ľudová strana Naše Slovensko (ĽSNS, Folkepartiet Vores Slovakiet)
- 9. november 2015 - 12. november 2019: Kotleba – People's Party Our Slovakia (KĽSNS, Kotleba – Folketpartiet Vores Slovakiet)
- Fra 12. november 2019: Kotlebovci – Ľudová strana naše Slovensko (KĽSNS, Kotlebister – Folkepartiet Vores Slovakiet)

## Historie
Partiets oprindelse er tæt knyttet til den ekstremt nationalistiske, racistiske, antisemitiske og nyfascistiske organisation Slovenská pospolitosť (Slovakisk fællesskab). Bevægelsens medlemmer forsøgte at stille op til valget i 2006 under navnet Slovakisk fællesskab – Nationalt parti, men partiet blev tvangsopløst af Slovakiets højesteret på grund af antikonstitutionelle og antidemokratiske aktiviteter.
I stedet for at stifte et helt nyt parti kaprede tidligere medlemmer af Slovakisk fællesskab under ledelse af Marian Kotleba det lille parti Vinens Venner, der havde eksisteret siden 2000, skiftede navn til Folkepartiet for Social Solidaritet i maj 2009 og så endelig ændrede det til Folkepartiet Vores Slovakiet i begyndelsen af 2010. Dette blev gjort for at undgå de juridiske vanskeligheder med at registrere et nyt parti under dette navn, da et andet parti kaldet Vores Slovakiet allerede eksisterede.
Partiet blev valgt ind i Nationalrådet ved parlamentsvalgene i 2016 og 2020 med henholdsvis 14 og 17 mandater ud af 150.
Det er repræsenteret i Europa-Parlamentet med 2 mandater ud af 14 fra Slovakiet efter at have fået 12,07 % af stemmerne ved Europa-Parlamentsvalget 2019 i Slovakiet.